# Absalom Jones
Absalom Jones, né le 6 novembre 1746 et mort le 13 février 1818, est un abolitionniste membre du clergé afro-américain et une figure de Philadelphie, Pennsylvanie. Déçu par la discrimination raciale qu'il a connue dans une église méthodiste locale, il fonde la Free African Society avec Richard Allen en 1787, une société d'entraide pour les Afro-Américains de la ville. La Free African Society comprenait de nombreuses personnes nouvellement libérées de l'esclavage après la guerre d'indépendance américaine.
En 1794, Jones fonde la première congrégation épiscopale noire et en 1802 il est le premier Afro-américain à être ordonné prêtre dans l'Église épiscopale des États-Unis. Il est inscrit au calendrier épiscopal des saints. On se souvient de lui liturgiquement à la date de sa mort, le 13 février, dans le livre de la prière commune de 1979, comme « Absalom Jones, Priest, 1818 ».

## Jeunesse
Absalom Jones né en esclavage dans le comté de Sussex, Delaware, en 1746,. À seize ans, son propriétaire le vend avec sa mère et ses frères et sœurs à un fermier voisin. Cette année-là, le fermier garde Absalom, mais vend sa mère et ses frères et sœurs et déménage à Philadelphie où il est devenu marchand. Absalom est autorisé à fréquenter une école et apprend à lire et à écrire. Alors qu'il était encore asservi par M. Wynkoop (qui était un sacristain de l'église anglicane Christ Church et plus tard de Saint-Pierre de Philadelphie), Absalom épouse Mary King (une femme esclave appartenant à S. King, un voisin des Wynkoops) le 4 janvier 1770. Le révérend Jacob Duché exécute la cérémonie de mariage.
En 1778, Absalom achète la liberté de sa femme pour que leurs enfants soient libres, pour cela il demande de l'aide par des dons et des prêts. Selon la loi coloniale, les enfants ont le statut de leur mère, donc les enfants nés de femmes esclaves sont nés esclaves. Absalom écrit également à son maître pour lui demander sa liberté, mais elle lui est d'abord refusée. En 1784, cependant, Wynkoop l'affranchit, probablement inspiré par des idéaux révolutionnaires. Absalom prend le nom de famille « Jones » comme une indication de son identité américaine,.

## Église méthodiste
Vers 1780, le mouvement méthodiste, qui s'était d'abord développé en Grande-Bretagne comme un renouveau interne à l'Église d'Angleterre, se répand comme une traînée de poudre les colonies britanniques : c'est le deuxième grand réveil. Ce mouvement intervient à un moment de fermentation révolutionnaire pendant la phase finale de la guerre d'indépendance américaine. Le mouvement est particulièrement populaire à New York, Baltimore et Philadelphie. En décembre 1784, Thomas Coke et Francis Asbury établissent l'Église épiscopale méthodiste en tant que nouvelle dénomination, distincte de l'Église d'Angleterre.

## Carrière
La Pennsylvanie abolit l'esclavage et devient un État libre dans les nouveaux États-Unis. Jones devient ministre laïc de la congrégation interraciale de l'église épiscopale méthodiste St. George de Philadelphie. L'église méthodiste admet des personnes de toutes races et permet aux Afro-Américains de prêcher. Avec Richard Allen, Jones est l'un des premiers Afro-Américains autorisés à prêcher par l'Église épiscopale méthodiste.
Les membres de l'église pratiquent pourtant toujours la discrimination raciale. En 1792, alors qu'il est à l'église épiscopale méthodiste de St. George,, Absalom Jones et d'autres membres noirs sont informés qu'ils ne pouvaient pas rejoindre le reste de la congrégation au premier étage et devaient à la place être séparés assis d'abord contre le mur puis dans la galerie ou le balcon. Après avoir terminé leur prière, Jones et la plupart des membres noirs de l'église se sont levés et sont sortis.
Jones et Allen fondent la Free African Society (FAS), d'abord conçue comme une société d'entraide non confessionnelle, pour aider les esclaves nouvellement libérés à Philadelphie. Jones et Allen se séparent plus tard, car leur vie religieuse prend des directions différentes après 1794. Ils sont néanmoins restés amis et collaborateurs de toujours.
Au début de 1791, Jones commence à tenir des services religieux au SAF qui est devenu l'année suivante le cœur de son église africaine à Philadelphie. Jones voulait établir une congrégation noire indépendante du contrôle blanc, tout en faisant partie de l'Église épiscopale. L'église épiscopale africaine de St. Thomas, la première église noire de Philadelphie, ouvre ses portes le 17 juillet 1794. Jones a été ordonné diacre en 1795 et prêtre en 1802, il est le premier prêtre afro-américain de l'Église épiscopale.

Un mois après l'ouverture de l'église Saint-Thomas, les fondateurs et administrateurs publient The Causes and Motives for Establishing St. Thomas's African Church of Philadelphia, indiquant leur intention : 
 de sortir de la poussière et de nous secouer, et de rejeter cette peur servile, dans laquelle l'habitude de l'oppression et de l'esclavage nous a entraînés. 
 Célèbre pour son talent oratoire, Jones aide à établir la tradition des sermons anti-esclavagistes le jour du Nouvel An. Son sermon du 1er janvier 1808, date à laquelle la Constitution des États-Unis ordonne la fin de la traite des esclaves africains, intitulé A Thanksgiving Sermon est publié sous forme de brochure et devient célèbre.

## Fugitive Slave Act de 1793
En 1775, l'État de Caroline du Nord rend illégal la libération d'esclaves à moins d'être approuvé par un tribunal de comté, une disposition largement ignorée par les membres de la Society of Friends (Quakers). Ils continuent non seulement à libérer leurs propres esclaves, mais dans certains cas, ils achètent des esclaves à d'autres hommes afin de les libérer. En 1788, la législature de Caroline du Nord adopte une loi autorisant la capture et la vente de tout ancien esclave qui avait été libéré sans l'approbation du tribunal, avec vingt pour cent du prix de vente remis en récompense à la personne qui avait signalé l'affranchissement illégal. De nombreux Afro-Américains libérés ont fui l'État pour éviter d'être capturés et revendus en esclavage.
Après être devenu le premier Noir et affranchi à être ordonné prêtre et comme le délai de la Constitution pour l'abolition de la traite des esclaves est passé, Jones fait partie du premier groupe d'Afro-Américains à adresser une pétition au Congrès américain. Leur pétition concernait le Fugitive Slave Act de 1793, qu'ils critiquaient pour avoir encouragé la cruauté et la brutalité, ainsi que pour soutenir la pratique criminelle continue d'enlever des Noirs libres et de les vendre en esclavage. Jones rédige une pétition au nom de quatre esclaves libérés et demandé au Congrès d'adopter « un remède contre un mal d'une telle ampleur ».
La pétition est présentée le 30 janvier 1797 par le représentant américain John Swanwick de Pennsylvanie. Jones utilise une persuasion morale : essayer de convaincre les Blancs que l'esclavage était immoral, offensant pour Dieu et contraire à l'idéal de la nation. Bien que le représentant George Thatcher du Massachusetts fait valoir que la pétition devrait être acceptée et renvoyée au Committee on Fugitive Law, la Chambre des représentants refuse la pétition par un vote de 50 voix contre 33. Jones a présente une pétition similaire deux ans plus tard, qui est également rejetée.

## Église épiscopale méthodiste africaine
Sur un chemin parallèle, Richard Allen fonde l'Église épiscopale méthodiste africaine (AME), la première église noire indépendante dans la tradition méthodiste. Lui et ses partisans convertissent un bâtiment et ouvrent le 29 juillet 1794 la Bethel AME Church. En 1799, Allen est ordonné premier ministre noir de l'Église méthodiste par l'évêque Francis Asbury. En 1816, Allen rassemble d'autres congrégations noires de la région pour créer une nouvelle dénomination entièrement indépendante, l'Église méthodiste épiscopale africaine et est élu premier évêque de l'AME la même année.

## Épidémie de fièvre jaune de 1793
La fièvre jaune frappe à plusieurs reprises Philadelphie et d'autres villes côtières dans les années 1790, jusqu'à ce que les améliorations sanitaires préconisées par le Dr Benjamin Rush soient adoptées. Entre-temps, Allen et Jones aident Rush à secourir les personnes touchées par la peste, car les Noirs étaient initialement censés être immunisés. De nombreux Blancs (dont la plupart des médecins à l'exception de Rush et de ses assistants, dont certains sont décédés) fuient la ville dans l'espoir d'échapper à l'infection. Les noirs d'Allen et Jones aident à soigner les malades et à enterrer les morts. Jones en particulier travaillait parfois toute la nuit. Cependant, l'utilisation par Rush des saignements et de la purge comme traitement médical s'est révélée inappropriée.
Lorsque Mathew Carey accuse les Noirs de tirer profit des citoyens blancs malades qu'ils aident, Jones et Allen ripostent. Ils décrivent les sacrifices qu'eux-mêmes et les membres de la Free African Society ont faits pour la santé de la ville. Le maire de Philadelphie Matthew Clarkson, qui les avait appelés à l'aide, reconnaît publiquement que Jones et Allen ont concrétisé leur désir d'améliorer la communauté entière. Les actions de Jones à la crise globale ont renforcé les liens entre les Noirs libres et de nombreux Blancs progressistes, l'aidant plus tard lorsqu'il établit l'église épiscopale St. Thomas. Près de vingt fois plus de Noirs ont aidé les pestiférés que les Blancs, ce qui s'est avéré plus tard crucial pour aider l'église Saint-Thomas à gagner l'acceptation sociale.

## Postérité

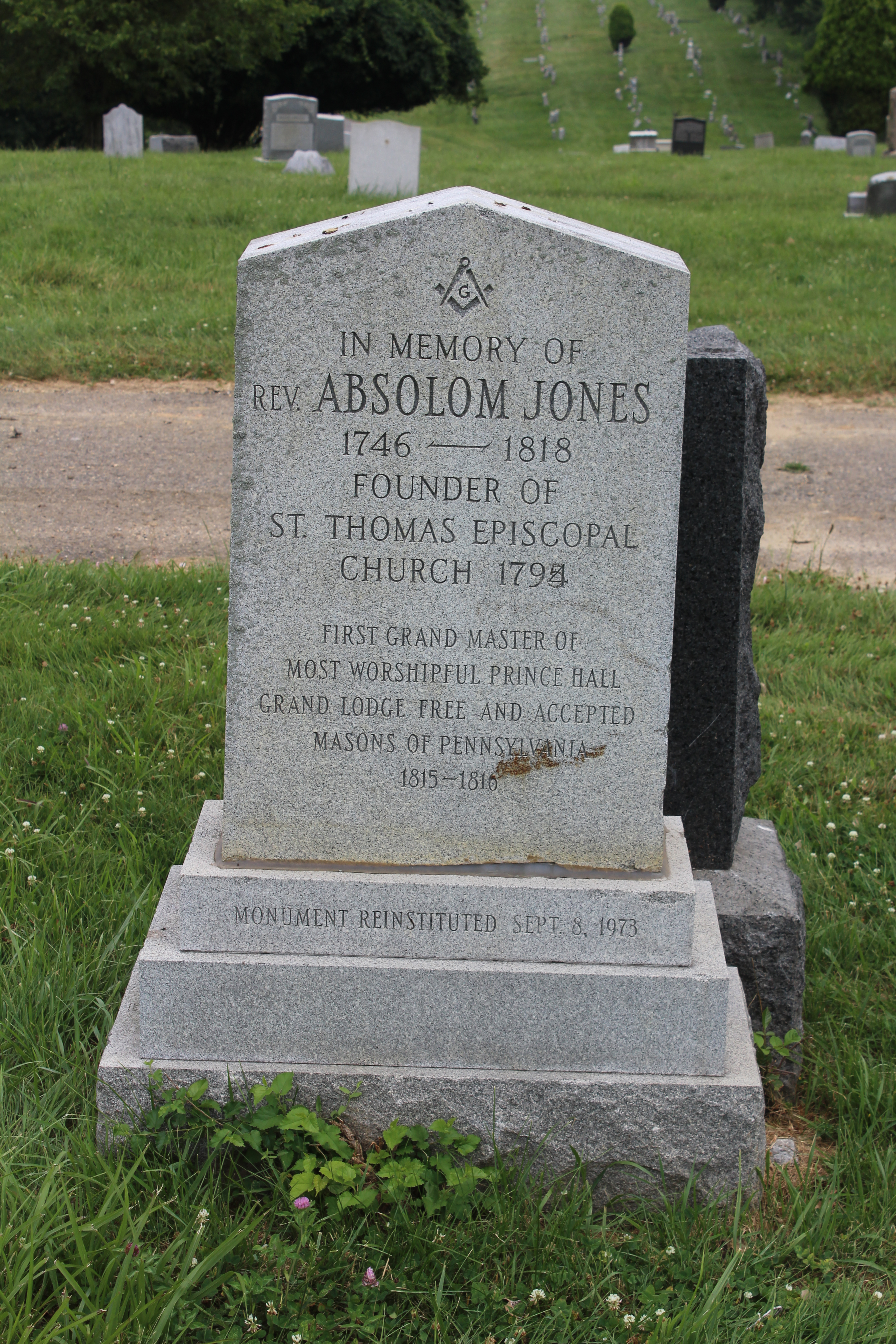
Cénotaphe d'Absalom Jones à l'Eden Cemetary.

Jones décède le 13 février 1818 à Philadelphie. Il est à l'origine enterré dans le cimetière de St. Thomas, dans sa ville. Son corps est transféré du Lebanon Cemetary à l'Eden Cemetary. En 1991, ses restes sont exhumés, incinérés et placés dans un reliquaire dans l'autel Absalom Jones de l'actuelle église épiscopale africaine St. Thomas (maintenant située au 6361 Lancaster Avenue à Philadelphie). La chapelle est nommée en son honneur, tout comme le presbytère de l'église. Un cénotaphe est placé au cimetière Eden à Collingdale, en Pennsylvanie, marquant l'emplacement de son ancienne tombe.
L'Église épiscopale nationale se souvient de sa vie et de son service chaque année à l'anniversaire de sa mort, le 13 février.
Le diocèse de Pennsylvanie honore sa mémoire avec une célébration annuelle et un prix.